# Heinrich Remlinger (Oberst)
Heinrich Gottlob Remlinger (* 27. September 1913 in Ulm; † 23. Juli 1951 in Brjanka) war ein Oberst der deutschen Wehrmacht.

## Leben
Heinrich Remlinger trat im April 1932 in die Reichswehr ein. Er diente Anfang des Zweiten Weltkriegs als Oberleutnant im Kavallerie-Regiment 15. Als Rittmeister war er Ende 1942 Kommandeur des I. Bataillons des Panzergrenadier-Regiments 4 in der 6. Panzer-Division. Als Kommandeur des I. Bataillons des Panzergrenadier-Regiments 4 bekam er am 21. März 1943 das Deutsche Kreuz in Gold.
Er wurde am 1. Dezember 1944 zum Oberstleutnant und am 30. Januar 1945 zum Oberst befördert.
Remlinger reiste am 21. Januar 1945 im Gefolge von Himmler, Kommandeur der Heeresgruppe Weichsel, nach Schneidemühl. Himmler ernannte Remlinger am 27. Januar 1945; unter Abberufung des dienstältesten Offiziers vor Ort, zum Kommandanten der zur Festung erklärten und bereits stark umkämpften Stadt Schneidemühl. Zur Verteidigung standen Remlinger etwa 22.000 Mann zur Verfügung. Unter den deutschen Einheiten befanden hauptsächlich Volkssturmeinheiten und Ersatztruppenteile, ferner wurden aus Versprengten und Urlaubern Einheiten gebildet. Die Soldaten waren zum Teil nur notdürftig ausgebildet. Nur wenige schwere Waffen befanden sich in der Stadt. Der im August 1944 begonnene Bau von Feldbefestigungen war zudem nicht fertiggestellt worden. Am 31. Januar gelang es der Roten Armee Schneidemühl einzukesseln.
Nach Einschätzung Himmlers lag Remlingers Vorteil gegenüber den „defätistischen“ Generalstabsoffizieren in seiner „rücksichtslosen Energie“. In Einklang mit Himmlers Vorgaben konzentrierte sich der Festungskommandant Remlinger in starrer Defensivhaltung auf das unbedingte Halten der Festung Schneidemühl. Demonstrativ schlug Himmler ihn Ende Januar 1945 zur Auszeichnung mit dem Ritterkreuz des Eisernen Kreuzes und zur Beförderung zum Oberst vor. Zur Begründung hieß es, dass Remlinger zurückweichende Soldaten „selbst mit der Waffe niedergeschossen“ und ihnen ein Schild „So geht es allen Feiglingen“ hatte umhängen lassen. Beiden Vorschlägen wurde am 30. Januar 1945 stattgegeben.
Aus dem Kessel um Schneidemühl wollte Remlinger mit einem Ausbruch am Abend des 13. Februar 1945 entkommen. Ein Antrag auf Ausbruch der eingekesselten Truppen von Remlinger wurde vorher von Himmler abgelehnt. Trotzdem befahl Remlinger auf eigene Verantwortung den Ausbruch. Mit etwa 15.000 noch einsatzfähigen Soldaten wurde ein Ausbruch mit mehreren Marschkolonnen versucht. Der Ausbruch wurde zu einem Desaster, da er ohne schwere Waffen vor Stellungen von sowjetischen und polnischen Truppen liegen blieb. Viele deutsche Soldaten wurden getötet und die meisten wurden gefangen genommen. Nur wenige Deutsche erreichten die deutschen Linien. Zusammen mit seinem Chef des Stabes Major Karl-Günther von Hase geriet auch Remlinger in sowjetische Gefangenschaft.
Remlinger verstarb 1951 in einem Gefangenenlager in Brjanka.

## Sonstiges
Sein Vater war der wegen Kriegsverbrechen gegen die sowjetische Bevölkerung 1946 hingerichtete Generalmajor Heinrich Remlinger.

## Auszeichnungen (Auswahl)
- Wehrmacht-Dienstauszeichnung, IV. Klasse
- Eisernes Kreuz (1939) 2. und 1. Klasse
- Panzervernichtungsabzeichen
- Deutsches Kreuz in Gold am 21. März 1943 als Rittmeister und Kommandeur des I. Bataillons/Panzergrenadier-Regiment 4 (RgtsKdr. Oberst Martin Unrein)
- Ritterkreuz des Eisernen Kreuzes am 30. Januar 1945 als Oberst und Kommandant der Festung Schneidemühl

## Einzelbelege
1. ↑  Wolfgang Keilig (Hrsg.): Rangliste des deutschen Heeres 1944/1945. Dienstalterlisten T. u. S. d. Generale u. Stabsoffiziere d. Heeres vom 1. Mai 1944 mit amtl. belegbaren Nachtr. bis Kriegsende u. Stellenbesetzung d. höheren Kommandobehörden u. Divisionen d. Dt. Heeres am 10. Juni 1944. Podzun-Pallas, Friedberg 1979, ISBN 3-7909-0113-X, S. 160
2. ↑  Helmut Lindenblatt: Pommern 1945: eines der letzten Kapitel in der Geschichte vom Untergang des Dritten Reiches. G. Rautenberg, 1984, ISBN 978-3-7921-0286-2, S. 33 (google.de [abgerufen am 30. März 2019]).
3. ↑  Karl Boese: Geschichte der Stadt Schneidemühl. 2. Auflage. Holzner, Würzburg 1965, S. 203ff
4. ↑  Peter Longerich: Heinrich Himmler. Biographie. Siedler, München 2008, ISBN 978-3-88680-859-5, S. 738 f. Das belegt ein Fernschreiben von Himmler an Fegelein, Hitler reagierte umgehend.
5. ↑  Karl Boese: Geschichte der Stadt Schneidemühl. 2. Auflage. Holzner, Würzburg 1965, S. 206ff

| Personendaten    | Personendaten                                    |
| ---------------- | ------------------------------------------------ |
| NAME             | Remlinger, Heinrich                              |
| ALTERNATIVNAMEN  | Remlinger, Heinrich Gottlob (vollständiger Name) |
| KURZBESCHREIBUNG | deutscher Oberst im Zweiten Weltkrieg            |
| GEBURTSDATUM     | 27. September 1913                               |
| GEBURTSORT       | Ulm                                              |
| STERBEDATUM      | 23. Juli 1951                                    |
| STERBEORT        | Brjanka                                          |